# Luigi Piangerelli
Luigi Piangerelli est un joueur retraité de football italien, né le 19 octobre 1973 à Porto Recanati. Il jouait au poste de milieu défensif.

## Clubs successifs
- 1991-1996 : AC Cesena  Italie (144 matchs, 9 buts)
- 1997-2004 : US Lecce  Italie (190 matchs, 5 buts)
- 2004-2005 : ACF Fiorentina  Italie (38 matchs, 1 but)
- 2005-2007 : Brescia Calcio  Italie (72 matchs, 3 buts)
- 2007-2009 : US Triestina  Italie (44 matchs, 0 but)
- 2009-2011 : AC Cesena  Italie (32 matchs, 0 but)